# ABI2
ABI2‏ (Abl interactor 2) هوَ بروتين يُشَفر بواسطة جين ABI2 في الإنسان.